# 仇人碰面
〈仇人碰面〉（英語：Dalek）是英國科幻電視劇《異世奇人》系列1的第6集，2005年4月30日在BBC One首播。本劇的編劇為羅拔·謝爾曼，祖·艾荷尼擔當執導。演員方面，除了常設的基斯杜化·艾克斯頓飾演博士和比莉·派佩飾演羅斯·泰勒外，科里·莊臣所演的雲史達也是主角之一。
這集講述博士和泰勒來到2012年一個位於美國鹽湖城的私人博物館。在這兒，博士遇到其天敵戴立克，前者發現這反派外星人有意逃離博物館，四出殺死非我族類的生物。最終，博士說服戴立克自盡，化解了危機。此集是自新版《異世奇人》播出後戴立克首次出現。

## 劇情
博士和泰勒乘搭TARDIS來到2012年一個位於美國鹽湖城的私人博物館。在這博物館中，博士發現不少與外星生物有關的展品。因此，博士相信博物館的主人大有來歷。不久後，博士和泰勒就被警衛發現，並被帶到博物館的擁有人雲史達會見。會談後，雲史達相信博士殊不簡單，故此向他展示一台「活的展品」。與此同時，雲史達又容許其幫手米切爾帶領泰勒瀏覽博物館的各層。
來到那展覽室後，博士發現雲史達口中所言的展品竟是他畢生的對手戴立克。博士起初大驚，但後來發現這戴立克是時間戰爭的倖存者，而且身體極度虛弱，不足為患，故放下戒心。就在博士打算銷毀戴立克時卻被雲史達和其部屬強迫帶離開展覽室，之後米切爾帶泰勒觀看這戴立克，戴立克以言語誘使泰勒觸摸它。就這樣，戴立克吸取了泰勒的基因，得以強化起來，逃離展覽室，並通過電腦更新資料。
博士聞之，深知大事不好，因戴立克生性好殺，一旦讓它離開博物館的話定必會殺光地球所有生物。為此，博士呼籲身處博物館地下室的多數成員必須全副武裝才有機會在武器試驗區擊殺它，隨後戴立克卻在試驗區將所有武裝成員殺死並主動要求與博士對談，它透漏自己無法利用人類科技找到其他同類並詢問博士該如何取得命令，在談話中認清自己無法取得命令並開始懷疑自身價值後它結束對話，同時博士決定封鎖地下室並要求泰勒和米切爾趕緊到46層以上。在米切爾通過防護牆後電力卻無法持續供應給防護牆以至於泰勒和戴立克被困在一起，在與泰勒斷訊眾人以為她已被殺死時，戴立克又與眾人聯繫並以泰勒為人質要求開啟防護牆，而博士照做後則在米切爾的幫助下找到46層以上區域內僅剩的外星武器打算抵抗。當泰勒與戴立克從電梯出來到雲史達面前而戴立克打算為先前自己被虐待的行為向雲史達復仇時，卻在泰勒的話語下停手並認為除了殺戮它自己也想要自由。在放過雲史達後戴立克與泰勒一起感受陽光，博士來到並打算了結它卻被泰勒阻止。在三人的談話結束後，深受泰勒影響的戴立克要求泰勒對它下達自殺命令，在泰勒同意後戴立克便結束自己的性命。
戴立克之亂平定後，雲史達被下屬指責為事件的元凶，於是指其記憶清洗後逐出博物館，下屬又決定關閉該博物館。隨後，博士和泰勒乘坐TARDIS離開當地，米切爾跟隨，為下一集伏下埋線。

### 前後連接
在劇中，戴立克除了能夠開火外，還能向上飛翔，戴立克首次向觀眾展示這能力是在1965年播出的〈追逐〉。1988年播出的〈戴立克的追憶〉中，它能一如本集般的在樓梯前升起﹔而在〈戴立克的進化〉一集中，它還能一邊在半空徘徊，一邊向敵人開火。
此外，當博士初來到博物館時，他發現其中的展品包括斯里汀（Slitheen）星人的手臂以及賽博人的頭部。當中，前者為〈撞毀大笨鐘〉內意圖於地球發動戰爭的外星人，而後者則為〈賽博人的崛起〉的機械人。《異世奇人：可視的字典》（Doctor Who: The Visual Dictionary）一書提到，博士所見的賽博人是來自1972年的〈海中魔鬼〉。另一方面，在本劇開始時，雲史達乘坐一名為「惡狼號」的直昇機抵達博物館。而事實上，「惡狼」是《異世奇人》系列1的故事線。

## 製作

### 劇本編寫
本集的編劇是羅拔·謝爾曼，這是他自2003年編寫《異世奇人》廣播劇《五十年節》後再次參與該劇的製作。執行製作人羅素·T·戴維斯對《五十年節》感到興趣，因而啟發他編寫一部關於戴立克回歸的作品，〈仇人碰面〉應運而生。值得一提的是，劇中人物雲史達的原形正是比爾·蓋茨。
劇本在拍攝前經歷數次的改寫。本集最先名為〈謊言生物〉（Creature of Lies），雲史達最初名為希蘭·杜謝恩（Hiram Duchesne），而米切爾也原本設定為雲史達的兒子。但劇中最重要的改變還是戴立克的原創人兼版權擁有人泰利·萊遜死前不再希望他筆下的角色再次出現。為此，劇組曾編寫一部地球人類被改造成外星人後四處殺戮同類的劇集。但最終，由於萊遜的親屬同意戴立克再次登場，劇集也得以播映。

### 拍攝
本集是《異世奇人》系列1內第三部最先完成拍攝的劇集，先前的兩部分別為《父親節》和《第五帝國》。劇集於2004年10月25日在加迪夫國立博物館前開鏡，隨後的幾天劇組移師到千禧球場取景。在同年11月3日，劇組完成殺青。

## 反響和獎項
〈仇人碰面〉在2005年4月30日晚上在英國BBC One首播。收視報告指，英國當晚共有773萬人通過電視收看這集，收視率為46%。而在後來的統計指，收看人數應為864萬人。同時，此集贏得一致的好評，《倫敦旗幟晚報》認為劇集唯一令人失望的是其英文劇集名稱。《每日鏡報》則指這集令喘不過氣，是自新版《異世奇人》播出以後最好的的一集。此集還被提名為雨果獎最佳戲劇表現：短劇獎。
雖然如此，這集還是引來一些爭議。比如雲史達對米切爾說﹕「帶她（泰勒）去談情說愛或是喝茶聊天之類，總之是你們英國人愛做的事」（canoodle or spoon, or whatever you British do）被認為是帶有性暗示的語言。此外，由於劇集出現博士拷問戴立克一幕，這集被英國電影分級委員會列為12級，即不適合12歲以下的觀眾收看。

## 資料來源
1. ↑  Dippold, Ron.  (USENET post). alt.fan.warlord. Google Groups. 1992-02-06  [2007-01-15]. （原始内容存档于2008-12-10）.
2. 1 2 3 4  Sullivan, Shannon. . Doctor Who: A Brief History of Time (Travel).   [2008-01-23]. （原始内容存档于2020-02-02）.
3. ↑  Sullivan, Shannon. . Doctor Who: A Brief History of Time (Travel).   [2008-01-23]. （原始内容存档于2013-11-04）.
4. ↑  . BBC.   [2010-05-30]. （原始内容存档于2020-08-11）.
5. ↑  Lyon, Shaun. . Outpost Gallifrey. 2005-05-01  [2008-01-26]. （原始内容存档于2008-02-09）.
6. ↑  Lyon, Shaun. . Outpost Gallifrey. 2005-05-13  [2008-01-26]. （原始内容存档于2008-02-09）.
7. ↑  Lyon, Shaun;  et al. . Outpost Gallifrey. 2005-05-01  [2008-01-26]. （原始内容存档于2008-02-09）.
8. ↑  Lyon, Shaun. . Outpost Gallifrey. 2005-04-25  [2008-01-26]. （原始内容存档于2009-02-07）.
9. ↑  . BBC News (BBC). 2005-05-16  [2014-12-12]. （原始内容存档于2006-12-24）.

## 外部連結
- BBC Doctor Who Homepage （页面存档备份，存于）
- "Dalek" 在 異世奇人: 時間（旅行）簡史
- "Dalek" 在 異世奇人參考導覽
- "Dalek"  在 Outpost Gallifrey
- Doctor Who Confidential （页面存档备份，存于） — Episode 6: Dalek
- "Exterminate!" （页面存档备份，存于） — Episode trailer for "Dalek"
- The Last Dalek （页面存档备份，存于） — Macromedia Flash game by New Media Collective based on the episode
- Streaming for More （页面存档备份，存于） — Article from The Stage about the multicast test leak
- GeoComTex.net — the website of Henry Van Statten's company
- 互联网电影数据库上仇人碰面的资料（英文）